# キエンテム県
キエンテム県 （スペイン語: Provincia Kié-Ntem）はアフリカの国家・赤道ギニアの県のひとつ。

## 概要
リオ・ムニ東北部に位置する。南でウェレンザス県、西で中南部県と州境を接し、北をカメルーン、東をガボンと国境を接する。面積3,943km2、人口167,279人（2001年調査）。県都はエベビイン。

## 歴史
- 2023年2月13日までに、赤道ギニア国内で初となるマールブルグ熱患者を確認。キエンテム県では感染拡大を防止するために200人以上を隔離し、行動制限措置が取られた[2]。